# Wing, Rutland
Wing är en ort och civil parish i Storbritannien.   Den ligger i grevskapet och kommunen Rutland och riksdelen England, i den sydöstra delen av landet, 130 km norr om huvudstaden London. Wing ligger 120 meter över havet och antalet invånare är 315.
Terrängen runt Wing är platt. Runt Wing är det ganska tätbefolkat, med 144 invånare per kvadratkilometer. Närmaste större samhälle är Corby, 13,5 km söder om Wing. Trakten runt Wing består till största delen av jordbruksmark.